# 里村 (滨海塞纳省)
里村（法語：Ry，法語發音：[ʁi]）是法国滨海塞纳省的一个市镇，属于鲁昂区。

## 地理
里村（49°28'17"N, 1°20'37"E）面积5.71 平方千米，位于法国诺曼底大区滨海塞纳省，该省份为法国北部沿海省份，其西部及北部濒大西洋英吉利海峡，东起顺时针与索姆省、瓦兹省、厄尔省和卡爾瓦多斯省接壤。
与里村接壤的市镇（或旧市镇、城区）包括：布兰维尔-克勒翁、格兰维尔叙里、圣艾尼昂叙里。

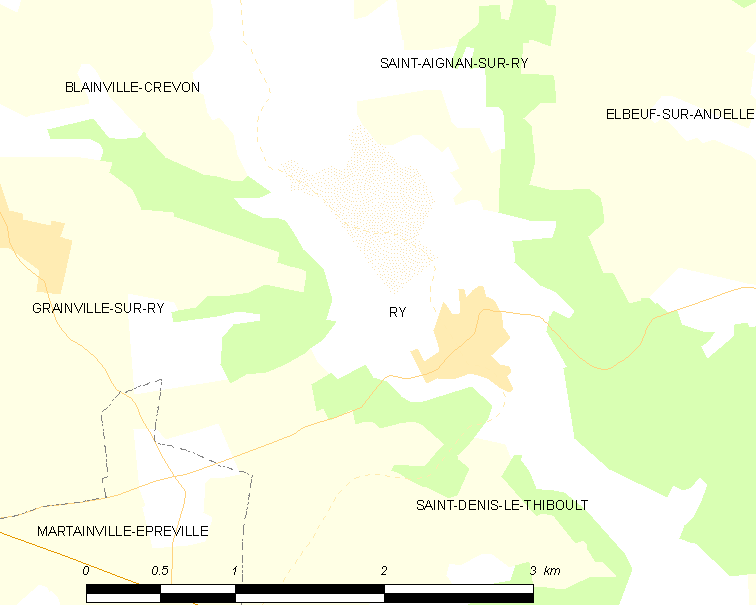
的OSM定位图

里村的时区为UTC+01:00、UTC+02:00（夏令时）。

## 行政
里村的邮政编码为76116，INSEE市镇编码为76548。

## 政治
里村所属的省级选区为勒梅尼勒埃纳尔县。

## 人口

1962-2008年间人口变化图示

里村于2022年1月1日时的人口数量为786人。